# Herta Gotthelf
Herta Gotthelf, née le 6 juin 1902 à Wrocław et morte le 13 mai 1963 à Alf, est une journaliste et une femme politique allemande du Parti social-démocrate. Au sein de ce parti, elle est responsable du travail des femmes et membre salariée du conseil d'administration de 1946 à 1958. Considérée comme la voix des femmes du Parti social-démocrate de 1946 à 1956, elle essaie d'accroître la représentation des femmes et leur participation. Elle est aussi une des artisanes de l'introduction du principe de l'égalité des sexes dans la constitution allemande de 1949.

## Biographie

### Jeunesse
Herta Gotthelf est née le 6 juin 1902 à Wrocław et y passe son enfance.
Elle est membre de différentes organisations, dont la Ligue spartakiste puis rejoint le Parti social-démocrate (SPD) en 1918 et appartient plutôt à son aile gauche,.
Elle travaille comme employée de banque d'abord à Breslau puis à Cologne. En 1924, elle est au chômage. Elle suit durant un an des cours à l'Académie du travail (de) de Francfort en tant qu'« auditrice libre », tout en travaillant dans une usine de parfums.

### Le Parti social-démocrate
En 1925, Herta Gotthelf se porte volontaire pour travailler pour la direction du Parti social-démocrate et déménage à Berlin.
Après une brève période en tant que stagiaire au journal du SPD Frauenwelt (Le monde des femmes« Les femmes doivent se battre pour l’égalité des salaires [et] pour la reconnaissance de leur égale valeur dans la vie de l’État »), Herta Gotthelf devient, en 1926, la secrétaire salariée de Marie Juchacz. Elle est chargée de la rédaction du magazine du parti, Genossin (Camarade) qui succède à Die Gleichheit fondé par Clara Zetkin. Elle participe également à des conférences socialistes internationales qui lui permettent d'établir des contacts politiques dans d'autres pays européens,.
Le contexte politique change radicalement avec la prise du pouvoir par les nazis en janvier 1933. Le nouveau gouvernement transforme rapidement l'Allemagne en une dictature post-démocratique. En tant que journaliste, en tant que social-démocrate et d'ascendance juive, Herta Gotthelf, court de grands risques d'être arrêtée et cesse donc son activité politique.

### Exil à Londres
Au début de 1934, elle émigre à Londres avec son partenaire qui continue sa route vers les États-Unis tandis qu'elle reste à Londres pendant plus d'une décennie. Au début, elle travaille comme femme de ménage et garde d'enfants, puis donne des cours d'allemand, écrit des articles et en travaille comme secrétaire du romancier Ernst Toller, lui aussi en exil.
Après le déclenchement de la guerre en septembre 1939, Herta Gotthelf donne des conférenciers à des organisations comprenant le Parti travailliste britannique et des syndicats. À partir de 1942, elle est membre du comité du SPD en exil à Londres. Entre 1941 et 1944, elle est également membre du comité du travail du groupe britannique des syndicalistes allemands. Elle semble s'être engagée dans un réseau étendu avec des membres du parti travailliste britannique, notamment John Hynd qui, après la guerre, devient ministre du gouvernement responsable de la « partie britannique » de l'Allemagne occupée.
En Grande Bretagne, elle est membre de la Petite internationale des femmes fondée par Fanny Blatny (en),.
Entre 1943 et 1946, elle travaille pour la BBC.

### L'après-guerre

#### Retour en Allemagne
Herta Gotthelf retourne en Allemagne au début de 1946, et s'installe dans la zone d'occupation britannique qui devient après mai 1949 et jusqu'en 1990, l'Allemagne de l'Ouest). Elle est une des premières participantes au bureau Schumacher (de) créé en avril 1945 par Kurt Schumacher pour la reconstruction du Parti social-démocrate d'Allemagne. Du 9 au 11 mai 1946, à l'invitation de Kurt Schumacher, elle assiste, en tant qu'« invitée étrangère », à la première conférence du Parti social-démocrate d'après-guerre tenue à Hanovre.
En 1947, Herta Gotthelf est élue pour la première fois membre rémunérée du comité exécutif du Parti social-démocrate, recevant le plus grand nombre de voix parmi les cinq membres rémunérés et est réélue plusieurs fois jusqu'en 1958,.

#### Les droits des femmes
De 1946 à 1956, Herta Gotthelf est la principale voix de la politique des femmes au SPD.
En juillet 1946, Herta Gotthelf prend la direction du Secrétariat national des femmes du parti. L'année suivante, lors de la conférence du parti tenue à Nuremberg, elle est également chargée de la direction du journal féminin du parti, relancé en 1947 sous l'ancien titre Genossin  (Camarade au féminin) et rebaptisé en 1950 Gleichheit. Organ der arbeitenden Frau ( Égalité. Publication de la femme qui travaille).
Herta Gotthelf veut que les femmes soient « des personnes libres, économiquement et socialement indépendantes » et qu’elles élèvent leurs enfants pour qu’ils soient des personnes libres. Elle estime que la participation des femmes à la société et à l'économie n'est possible que si les femmes elles-mêmes se battent pour l'obtenir. Lors de la première conférence de presse d'après-guerre, en mars 1947, Herta Gotthelf déclare « Les femmes doivent se battre pour l’égalité des salaires [et] pour la reconnaissance de leur égale valeur dans la vie de l’État ».
Pour favoriser l'obtention d'avancées concrètes pour les femmes, elle fait engager des femmes salariées dans chaque branche régionale et, si possible aussi au niveau des districts ou des communes. Cette initiative remporte peu de succès, ce qu'elle attribue au refus du SPD de créer des postes à responsabilité pour les femmes. « Malgré tout le sacrifice des femmes fonctionnaires honoraires, il est impossible de travailler avec autant de succès qu'il le faudrait. L'expérience des deux dernières années a montré que dans les localités où un travail intensif était possible, de nouveaux membres et électeurs ont été gagnés et nous avons pu susciter l'intérêt de femmes qui jusqu'alors n'étaient pas sensibles à la propagande social-démocrate. »
Elle se mobilise particulièrement pour une réforme du paragraphe 218 de la loi sur l'avortement, ce qui va devenir une source de discorde entre les éléments libéraux-socialistes et les chrétiens-conservateurs en Allemagne de l'Ouest.
Herta Gotthelf soutient Elisabeth Selbert pour l'obtention d'un mandat au Conseil parlementaire en 1948 chargé de la rédaction de la Loi fondamentale de la République fédérale d'Allemagne. Lors de la conférence des femmes du Parti social-démocrate à Wuppertal en 1948, Herta Gotthelf réussit à faire proposer l'introduction dans la nouvelle constitution de l'égalité entre les hommes et les femmes. La formulation « Les hommes et les femmes ont des droits égaux », est présentée au nom du SPD et unanimement rejetée par les autres partis. Avec l'aide d'organisations féminines et des lettres de citoyens et citoyennes, Elisabeth Selbert réussit à exercer une pression politique et, après plusieurs vote, le 18 janvier 1949, le principe d'égalité est reconnu comme un droit fondamental inaliénable. La législation existante en conflit avec ce principe, doit être modifiée,.

#### Réforme du SPD et fin de mandat
Le parti social-démocrate reste un parti d’opposition en Allemagne, tout au long des années 1950 et pendant la majeure partie des années 1960. Les résultats particulièrement décevant aux élections de 1957 déclenchent un large débat au sein du parti qui aboutit à l'élaboration du programme de Bad Godesberg de 1959 qui marque une rupture avec les programmes antérieurs du parti, abandonnant formellement les théories marxistes, reconnaissant l'économie de marché et dénonçant le communisme. En 1958, Herta Gotthelf et Fritz Heine (en), en conflit avec les réformateurs, ne sont pas réélus à la direction du parti. Le SPD abandonne aussi les efforts d'Herta Gotthelf de constituer un réseau de groupe ayant pour objectif d'attirer et faire participer activement des femmes pour se concentrer sur la mobilisation électorale. Herta Gotthelf reste néanmoins rédactrice en chef du journal Gleichheit et membre du comité des femmes pour le reste de sa vie.

#### Fin de vie
Herta Gotthelf décède à Alf le 13 mai 1963 des suites d'un accident vasculaire cérébral.